# Feliks Jędrychowski
Feliks Franciszek Jędrychowski, ps. „Brzechwa”, „Chudy”, „Ostroga”, także jako Feliks Stypułkowski (ur. 11 stycznia 1894 w Bochni, zm. 9 marca 1942 w Poroninie) – pułkownik piechoty Wojska Polskiego, komendant Okręgu Kielce–Radom Związku Walki Zbrojnej, kawaler Orderu Virtuti Militari.

## Życiorys
Feliks Franciszek Jędrychowski urodził się 11 stycznia 1894 roku w Bochni, w rodzinie Józefa i Antoniny z Kociołków. W latach 1901–1905 uczęszczał do szkoły powszechnej w Bochni. Następnie był uczniem gimnazjum w Bochni i Tarnowie, gdzie w 1914 roku otrzymał świadectwo dojrzałości. We wrześniu 1912 roku wstąpił do Związku Strzeleckiego. Przeszedł przeszkolenie wojskowe i ukończył szkołę podoficerską ZS. Jako podoficer–instruktor organizował i szkolił oddziały ZS na prowincji. 
Podczas I wojny światowej służył w szeregach 4 pułku piechoty Legionów Polskich. 29 września 1914 roku awansował na chorążego, a 20 sierpnia 1915 roku na podporucznika. 15 września 1917 roku na własną prośbę został zwolniony ze służby w Polskim Korpusie Posiłkowym i wcielony do cesarskiej i królewskiej Armii.
6 grudnia 1923 roku został przeniesiony z 16 pułku piechoty w Tarnowie do 45 pułku piechoty Strzelców Kresowych w Równem na stanowisko pełniącego obowiązki dowódcy batalionu. 31 marca 1924 roku został awansowany do stopnia majora ze starszeństwem z dniem 1 lipca 1923 roku i 2. lokatą w korpusie oficerów piechoty. Po awansie został zatwierdzony na stanowisku dowódcy batalionu, a później przesunięty na stanowisko kwatermistrza pułku. W marcu 1926 roku został zatwierdzony na stanowisku oficera przysposobienia wojskowego pułku.

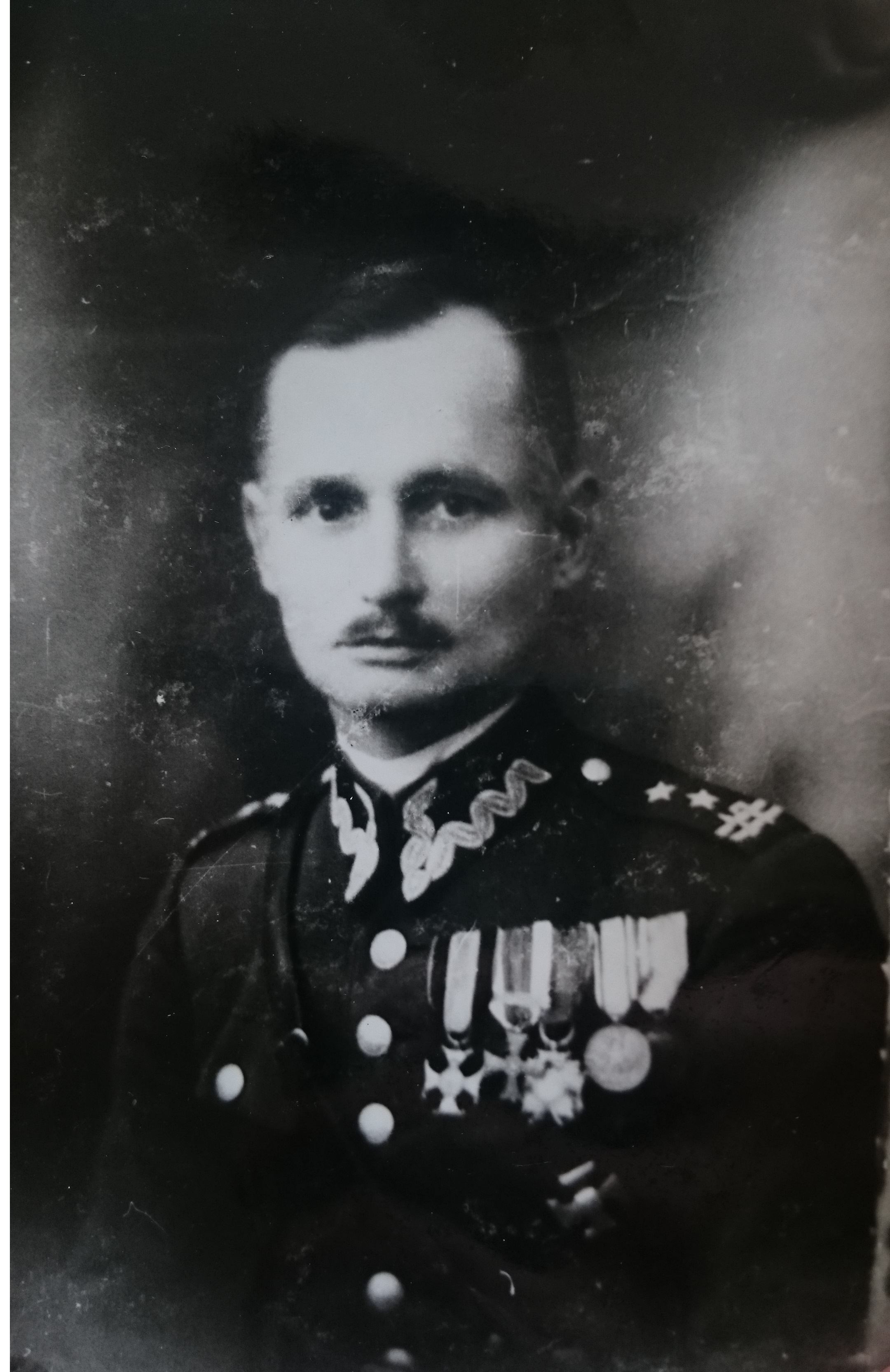
Feliks Franciszek Jędrychowski

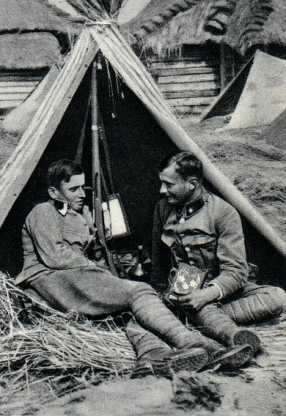
Bracia Jędrychowscy z 4 Pułku Piechoty Legionów Polskich

23 maja 1927 roku został przeniesiony do kadry oficerów piechoty z równoczesnym przydziałem na stanowisko rejonowego komendanta Przysposobienia Wojskowego 5 Dywizji Piechoty we Lwowie. 23 stycznia 1929 roku został awansowany do stopnia podpułkownika ze starszeństwem z dniem 1 stycznia 1929 roku i 25. lokatą w korpusie oficerów piechoty. 6 lipca 1929 roku otrzymał przeniesienie do Komendy Placu Lwów na stanowisko komendanta. 31 marca 1930 roku został przeniesiony do 17 pułku piechoty w Rzeszowie na stanowisko zastępcy dowódcy pułku. Od 19 października 1931 roku był słuchaczem dwutygodniowego kursu informacyjno-gazowego w Szkole Gazowej w Warszawie. W kwietniu 1934 roku objął dowództwo 22 pułku piechoty w Siedlcach. Na czele tego pułku walczył w kampanii wrześniowej 1939 roku. W 1940 roku komendant Obwodu Częstochowa ZWZ. Do grudnia 1941 jako inspektor okręgowy kierował pracami Inspektoratu Częstochowa ZWZ. Następnie, do lutego 1942, pełnił obowiązki komendanta Okręgu Radom-Kielce ZWZ.
Zmarł w Poroninie, w trakcie leczenia gruźlicy. Pochowany, jako Feliks Stypułkowski na cmentarzu w Poroninie.

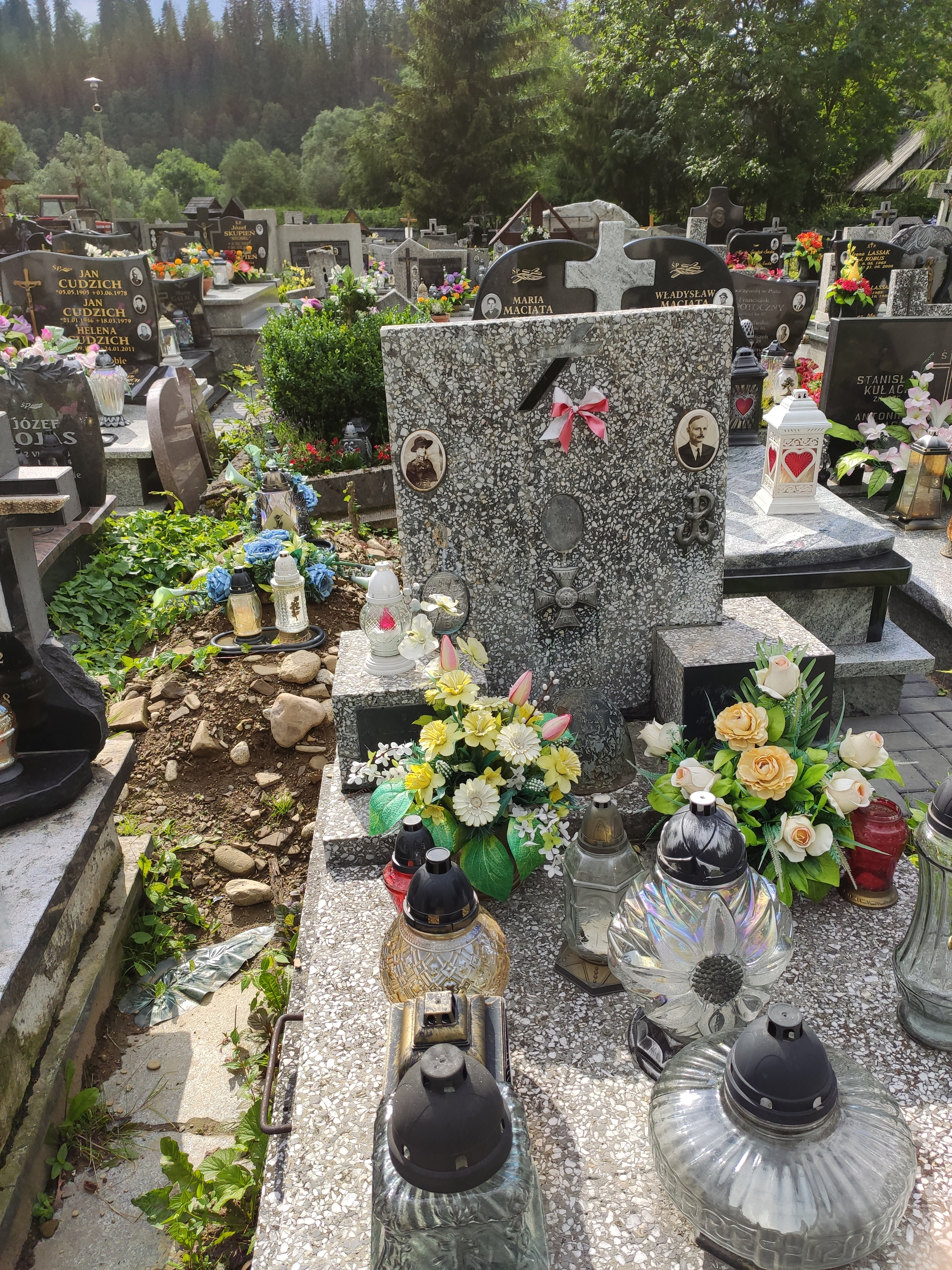
Grób płk. Feliksa Jędrychowskiego w Poroninie

Był żonaty. Miał synów: Andrzeja (ur. 1922), Wita (ur. 1931), Jerzego (ur. 1933) i Wojciecha (ur. 1937) oraz córkę, która zmarła we wczesnym dzieciństwie.

## Ordery i odznaczenia
- Krzyż Srebrny Orderu Wojskowego Virtuti Militari nr 6205 (17 maja 1922)[16]
- Krzyż Niepodległości (6 czerwca 1931)[17]
- Krzyż Walecznych trzykrotnie w 1922 (po raz 1 i 2[18], po raz trzeci za służbę w POW w b. zaborze austriackim i b. okupacji austriackiej[19])
- Złoty Krzyż Zasługi (10 listopada 1928)[20]
- Medal Pamiątkowy za Wojnę 1918–1921
- Medal Dziesięciolecia Odzyskanej Niepodległości
- Odznaka 4 Pułku Piechoty